# تياغو باروس
تياغو باروس هو لاعب كرة قدم برتغالي في مركز الوسط، ولد في 2 أبريل 1988 في أفيرو في البرتغال. لعب مع نادي بيرا مار ونادي تونديلا.

## وصلات خارجية
- تياغو باروس على موقع قاعدة بيانات كرة القدم.إي يو (الإنجليزية)
- تياغو باروس على موقع Soccerway.com (الإنجليزية)